# Giōrgos Foiros
Giōrgos Foiros (in greco Γιώργος Φοιρός?, Georgios Firos; Salonicco, 8 novembre 1953) è un allenatore di calcio ed ex calciatore greco, di ruolo difensore.

## Palmarès

### Giocatore

#### Competizioni internazionali
- Coppa dei Balcani per club: 1

Iraklis: 1984-1985

### Allenatore

#### Competizioni nazionali
- Beta Ethniki: 1

Aris Salonicco: 1997-1998